# Semiothisa intermaculata
Semiothisa intermaculata är en fjärilsart som beskrevs av Otto Staudinger 1897. Semiothisa intermaculata ingår i släktet Semiothisa och familjen mätare. Inga underarter finns listade i Catalogue of Life.